# Ахенский собор
Ахенский или Имперский собор (нем. Aachener Dom, Aachener Münster, Kaiserdom) — кафедральный собор епархии Ахена, освящённый в честь Пресвятой Девы Марии, в котором столетия короновались императоры Священной Римской империи. Древнейшая и наиболее драгоценная часть соборного комплекса разных эпох — дворцовая капелла-усыпальница (796—806) Карла Великого, в соответствии с заветами византийской архитектуры представляющая собой по форме восьмиугольник высотой в 31 метр и диаметром около 32 метров. В восточной части собора расположены готические хоры. Ахенский собор одним из первых был внесён в список Всемирного наследия ЮНЕСКО (в 1978 году).

## История
Строительство собора начал около 800-го года Карл Великий, пригласив специалистов из южных стран (Рима, Византии) для создания на германской территории монументальной каменной постройки. В проектировании собора принимал участие известный церковный писатель и биограф императора Эйнгард. В 805 году собор освящён папой Львом III, а в 814-м Карл Великий был погребён в дворцовой капелле (точное место спорно).
Дворцовая императорская капелла, построенная около 796 года по инициативе Карла Великого Одоном Мецским в византийском стиле, является ядром собора. Она имеет высоту 31 м, а в разрезе 32 м, по форме же представляет собой восьмигранный купол, окружённый 16-гранной галереей в два этажа. Купол поддерживается 8 столбами; в 8 арках верхнего обхода установлены двойные колонны, выполняющие чисто декоративную функцию. Хоры в готическом стиле были пристроены в 1353—1414 годах. Большинство капелл, окружающих восьмиугольник, в готическом стиле. За основу были взяты византийские образцы в итальянском городе Равенна: базилика Сан-Витале византийского императора Юстиниана и купольный склеп короля Теодориха Великого.

В середине его лежит камень с надписью Carolo Magno. Однако, не под ним находится гроб Карла Великого, который в 1000 году был вскрыт по велению императора Оттона III. По словам летописи монастыря Новалезе, составленной в 1048 году, император был найден прекрасно сохранившимся, в белом императорском облачении, сидящим в кресле с короной на голове и скипетром в руках. В 1165 году при канонизации Карла Великого император Фридрих I Барбаросса велел снова вскрыть императорскую могилу. По всей вероятности, он велел переложить останки императора в показываемый богато украшенный ящик, из которого император Фридрих II в 1215 году переложил их опять в другой драгоценный гроб художественной работы. В этом последнем гробу, стоявшем на алтаре хора, останки императора покоились до конца XVIII века, после чего были перенесены в ризницу. Найденные в гробу знаки императорского достоинства были перенесены в 1798 году в Вену. Белый мраморный стул, на котором будто бы император был найден сидящим, позже был обложен золотом и до 1531 года служил троном императору, когда он после коронования приветствовал имперских князей. Теперь он стоит на вершине восьмиугольника. 

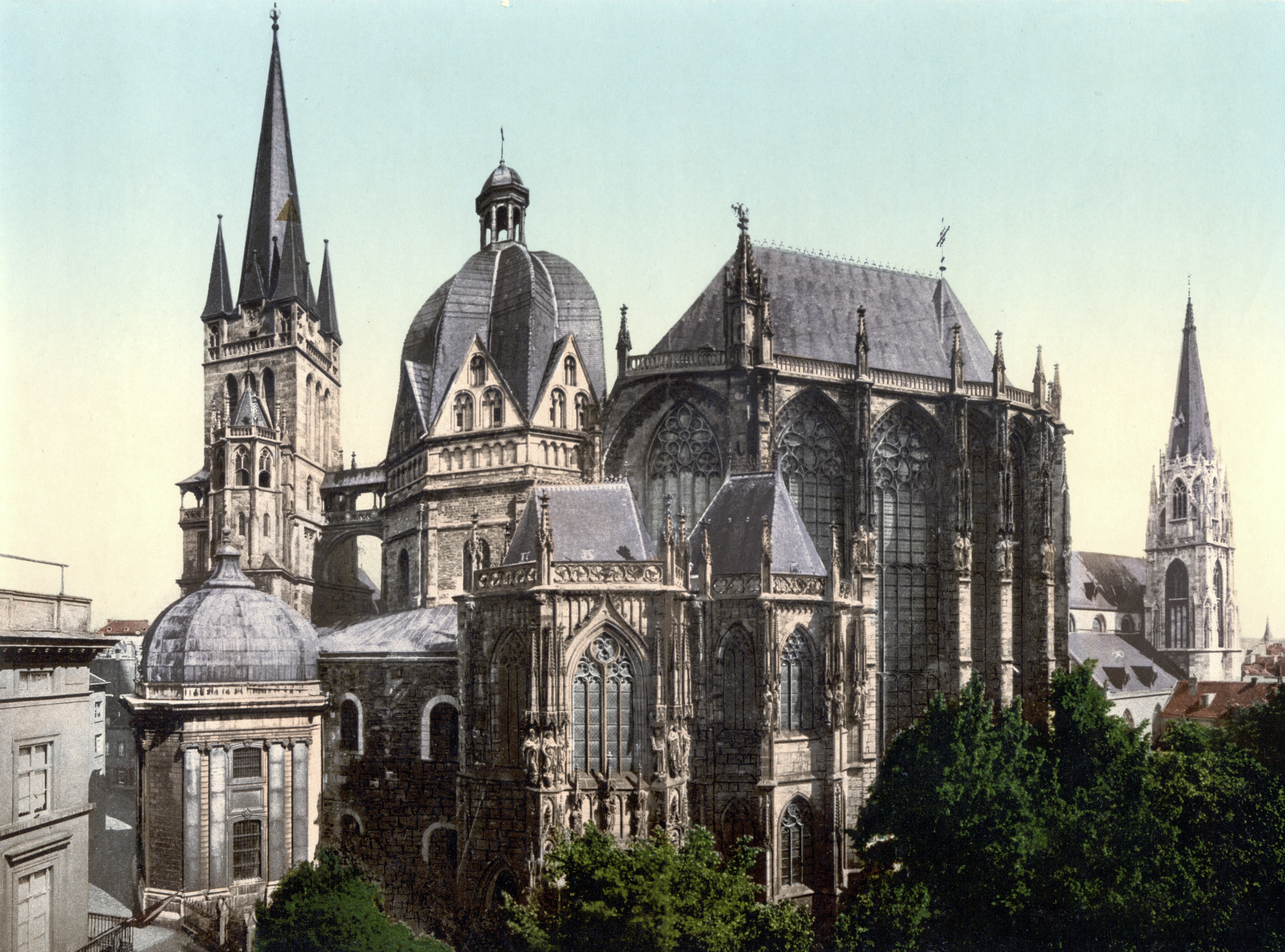
Ахенский собор на открытке 1900 года

Фридрих I украсил храм великолепным канделябром, висящим над камнем с надписью. Кроме Карла Великого, в соборе погребён и Оттон III. Сохраняющиеся в ризнице вместе с останками Карла Великого реликвии состоят из исподнего платья Девы Марии из желтовато-белого полотна, пелен Младенца Христа, пояса, который Христос носил во время распятия, и покрывала, на котором был обезглавлен Иоанн Креститель. Все эти реликвии, привезённые с востока при Карле Великом, в XIX веке показывались каждые 7 лет (например, в 1881-м, 1888-м годах) с 10 по 24 июля. Кроме того, в ризнице хранятся многие так называемые малые реликвии и сосуды искусной работы.
Старое строение в течение времени было сильно обезображено различными переделками; особенно пострадала мозаика, украшавшая некогда своды купола и от которой к началу XX века сохранились лишь мелкие остатки. В конце XIX века основанное в 1849 году «Общество Карла Великого» (Karlsverein) поставило себе задачей реставрировать собор как с внутренней, так и с внешней стороны; ему это уже значительно удалось благодаря сильной материальной поддержке короля Фридриха Вильгельма IV и Вильгельма I. Восьмиугольники были снова украшены великолепными мраморными колоннами, которые ранее, в 1794 году, были похищены французами и снова возвращены ими по Парижскому миру. Четырнадцать статуй внутри хора воздвигли опять во всём прежнем великолепии красок. Реставрация мозаики была закончена в 1881 году. При входе на хоры, у того места, где некогда высился алтарь, перед которым в промежуток времени между Людовиком Благочестивым (813 год) и Фердинандом I (1531 год) были помазаны на царство 35 германских королей и 14 королев, 18 ноября 1873 года был освящён новый алтарь.
За свою более чем тысячелетнюю историю собор постоянно достраивался, частично разрушался и реставрировался. С ним связаны легенды, в частности сага о том, что деньги на строительство собора пришлось брать у самого дьявола при условии, что он получит душу первого, кто войдёт в достроенное здание. По этой легенде, горожане обхитрили дьявола, впустив в собор первым волка, и жадный дьявол сразу вцепился в жертву, только потом заметив подвох.

## Галерея

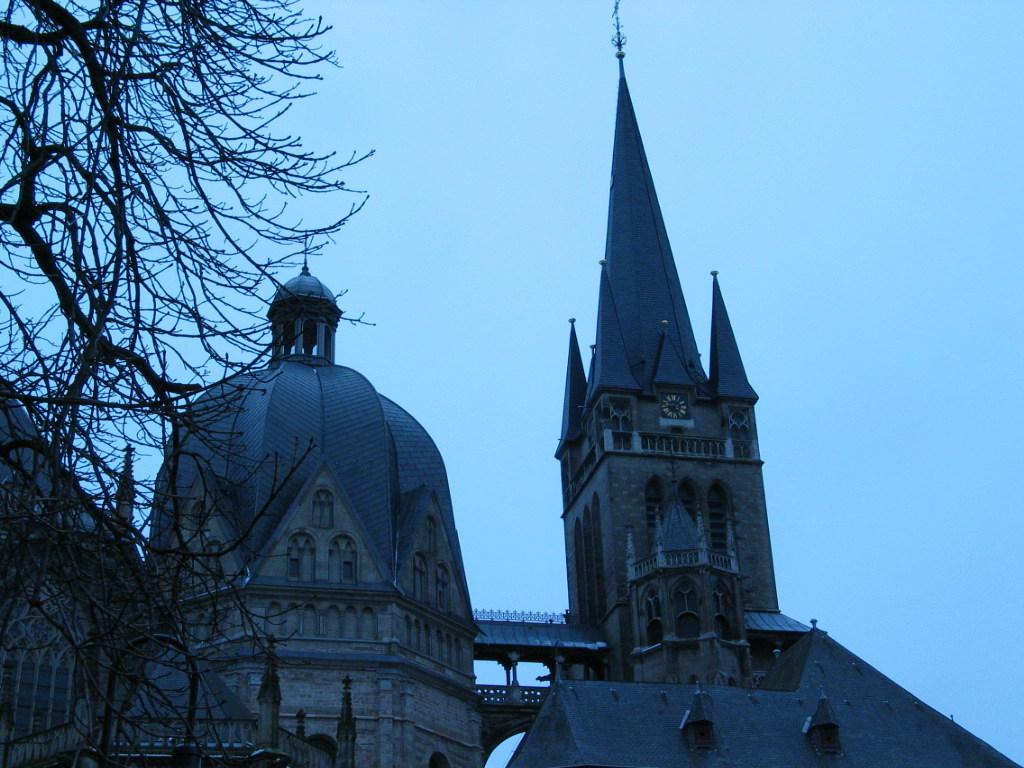
Вид на купола
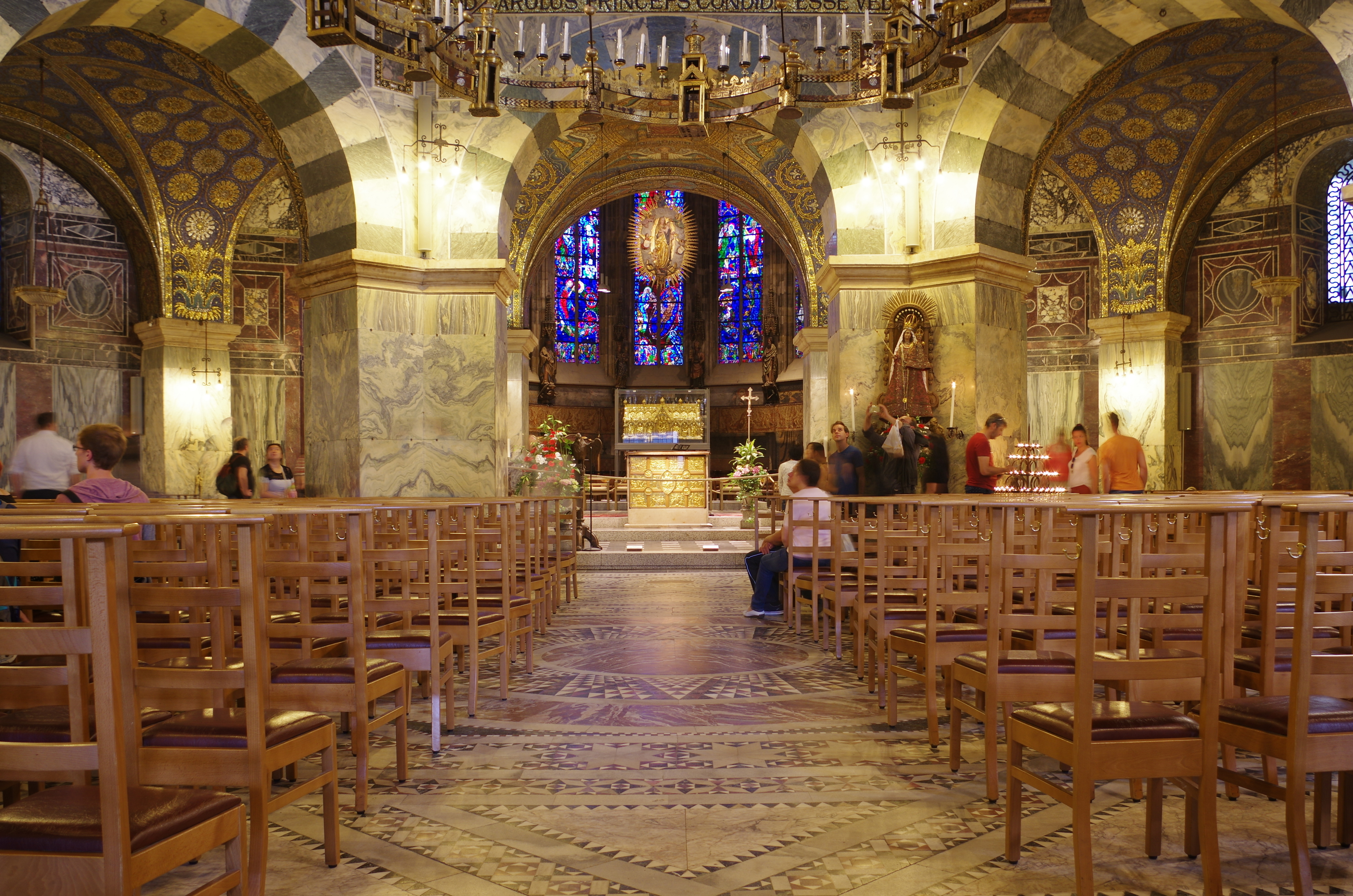
Внутри восьмиугольной дворцовой капеллы
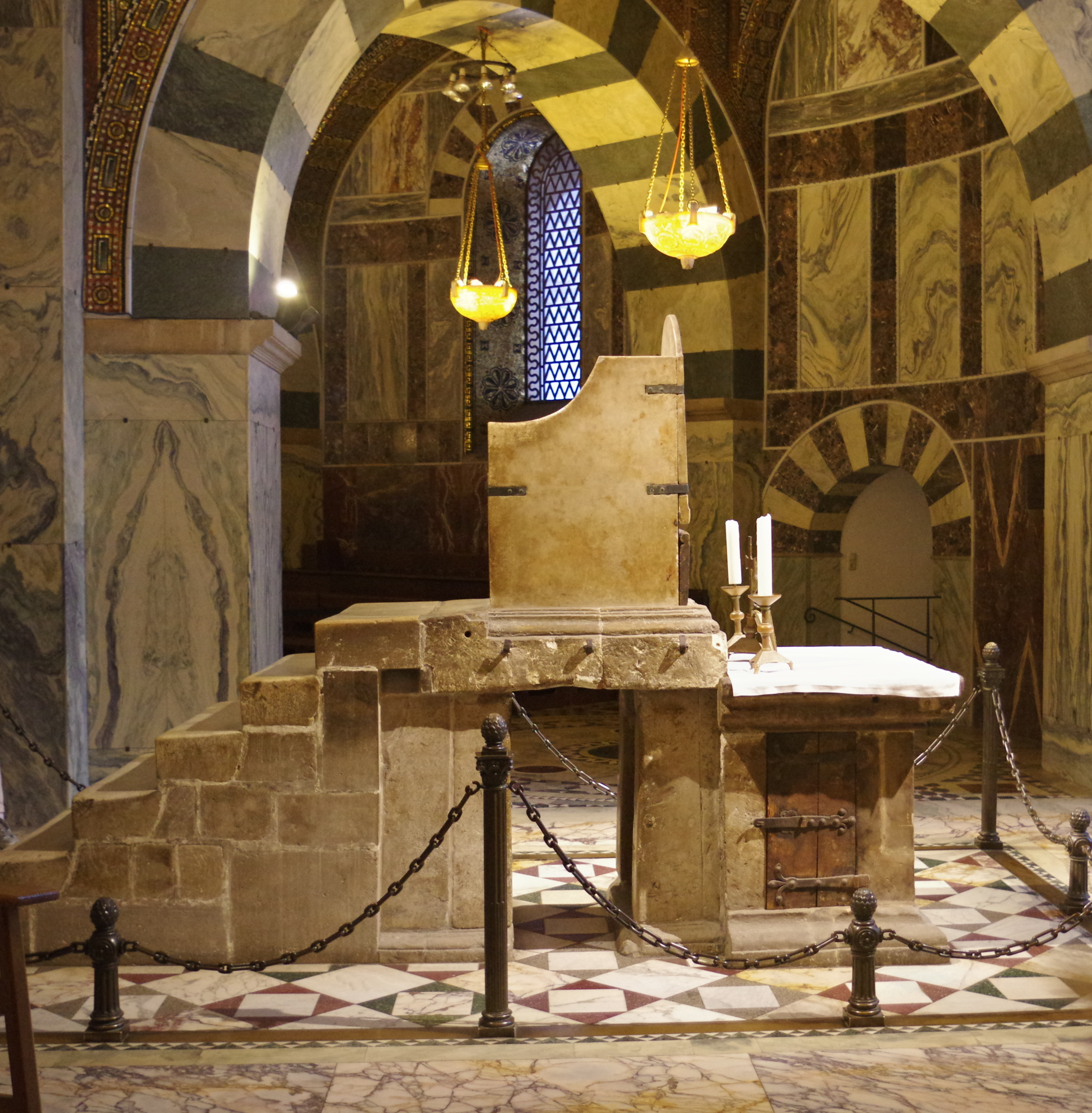
Королевский трон в соборе
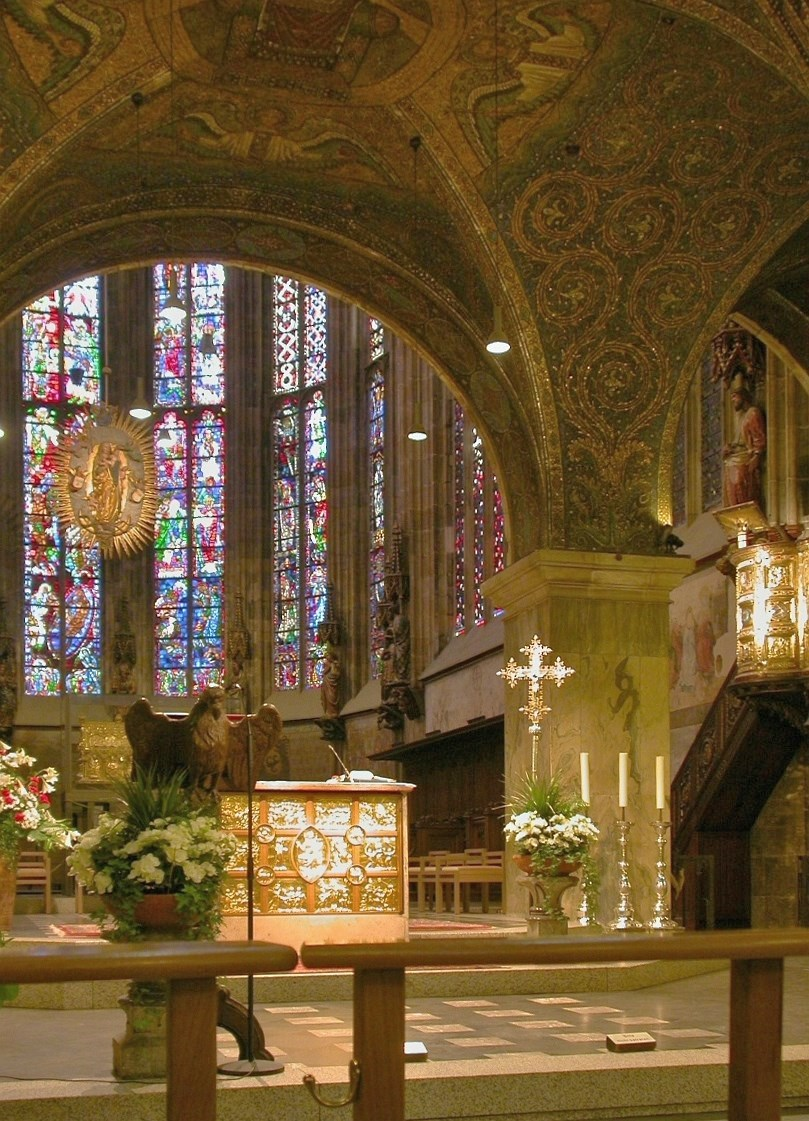
Помещение с алтарём
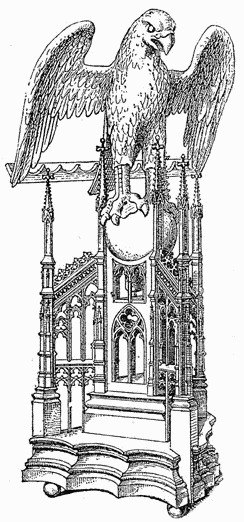
Стол с наклонной поверхностью (Adlerpult)
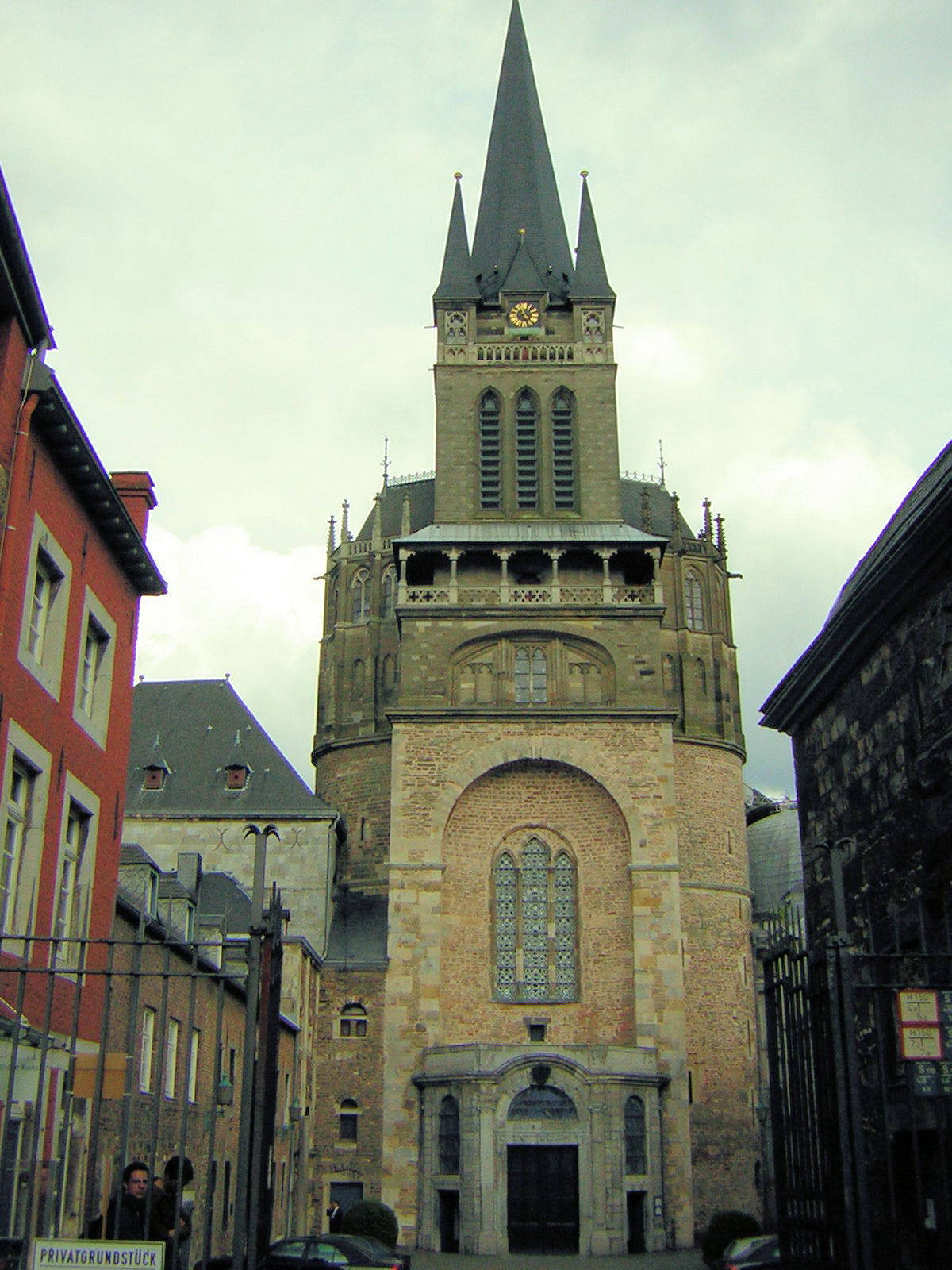
Башня
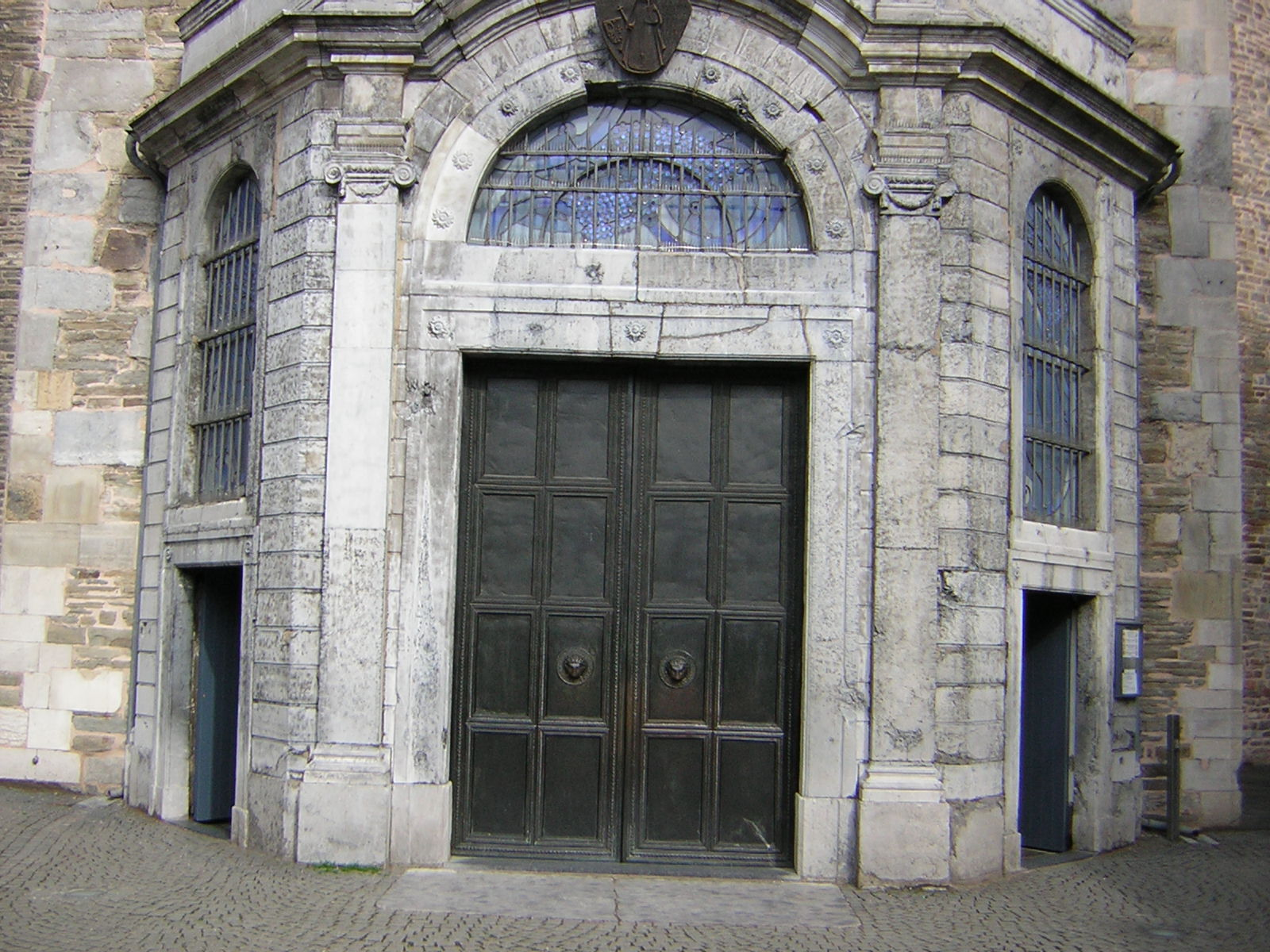
Ворота
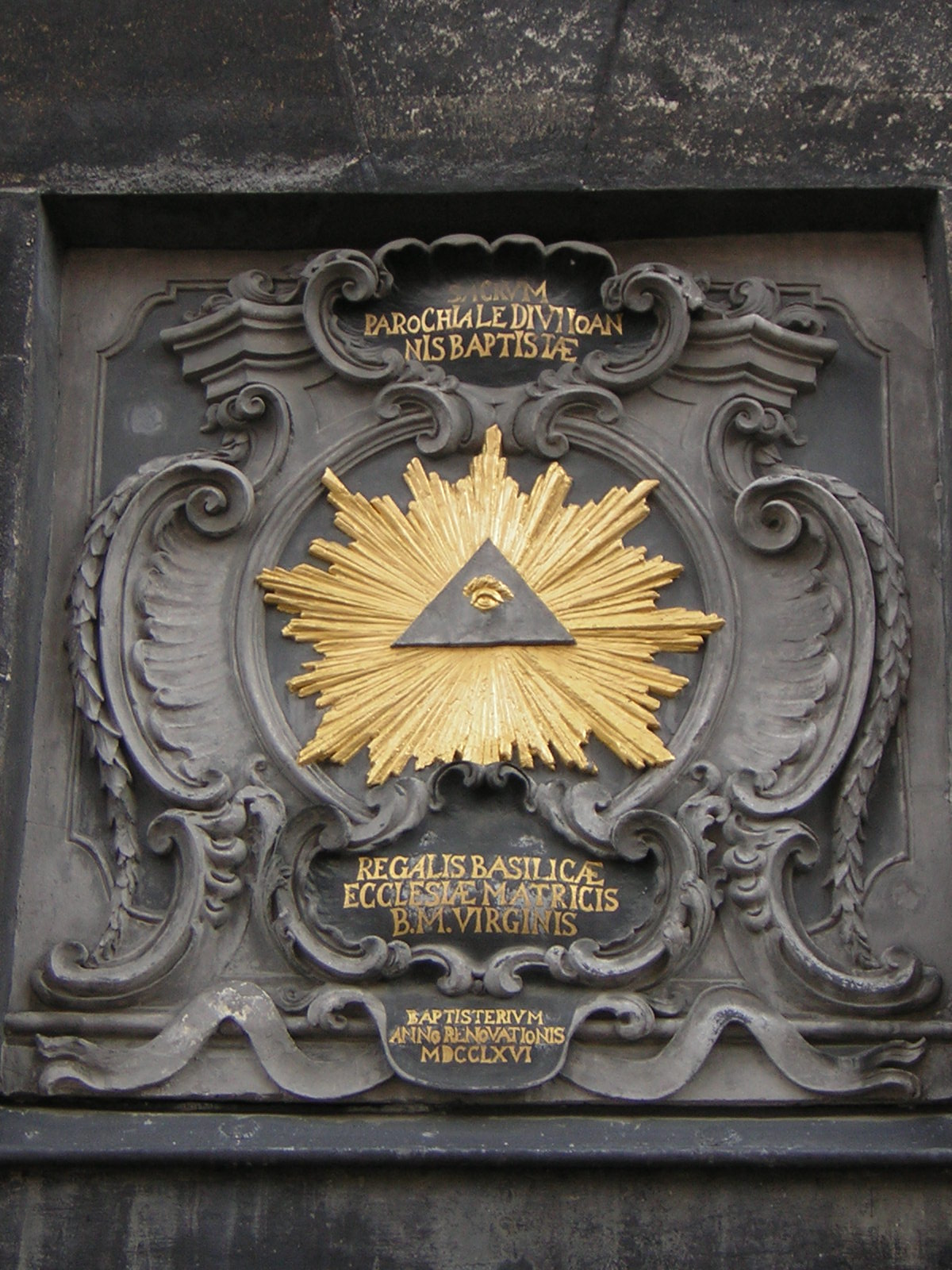
«Всевидящее Око»
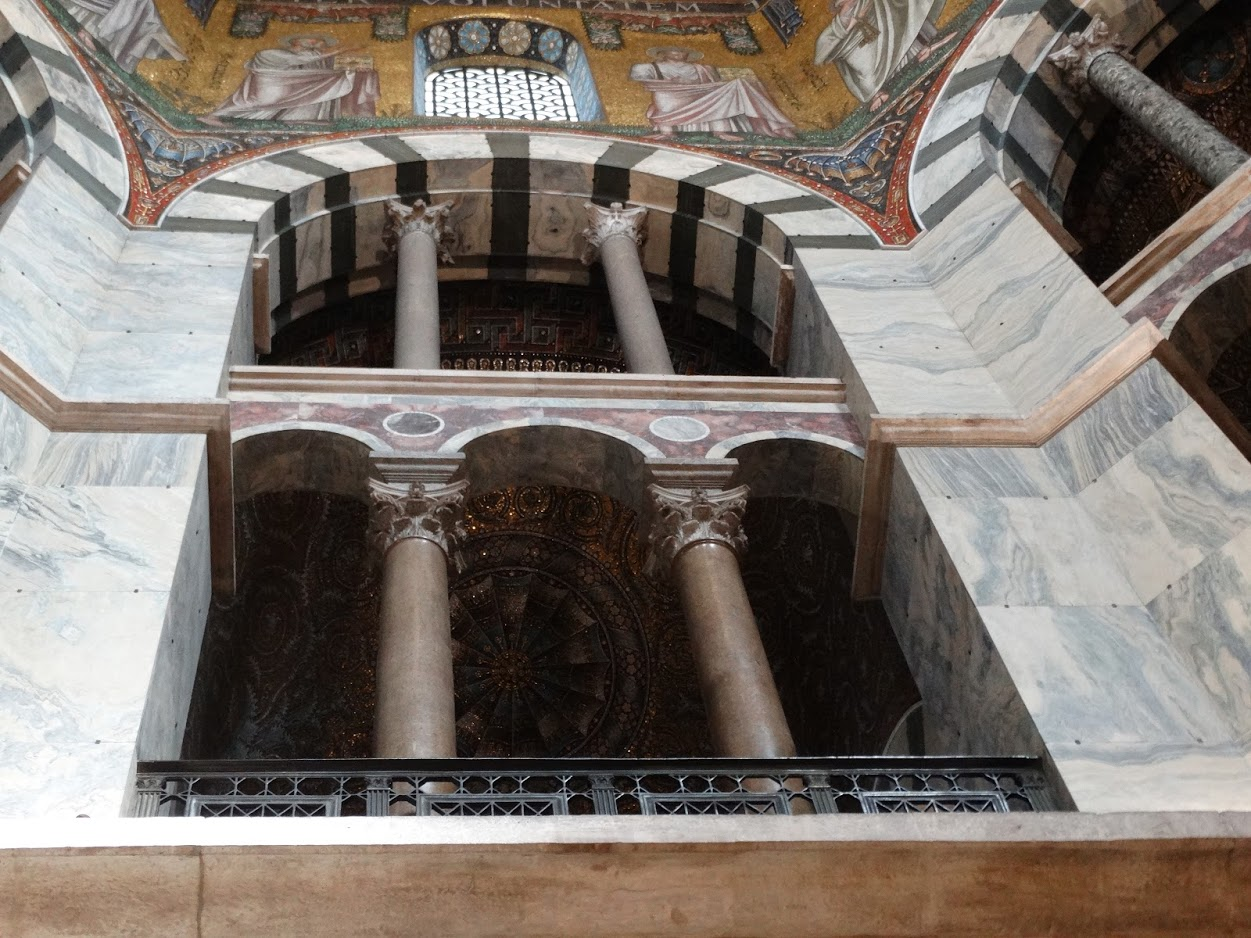
Арки в византийском стиле
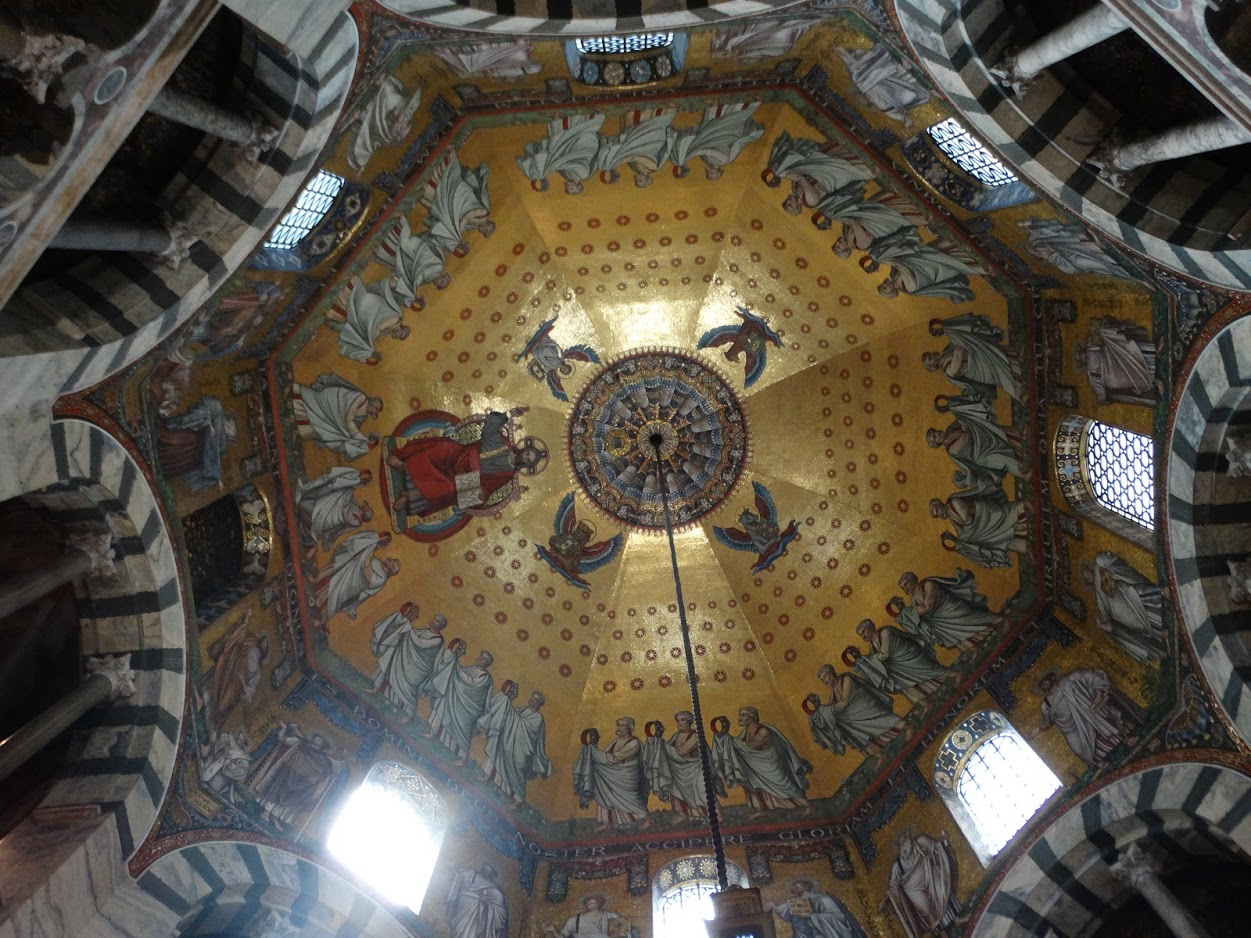
Роспись под куполом
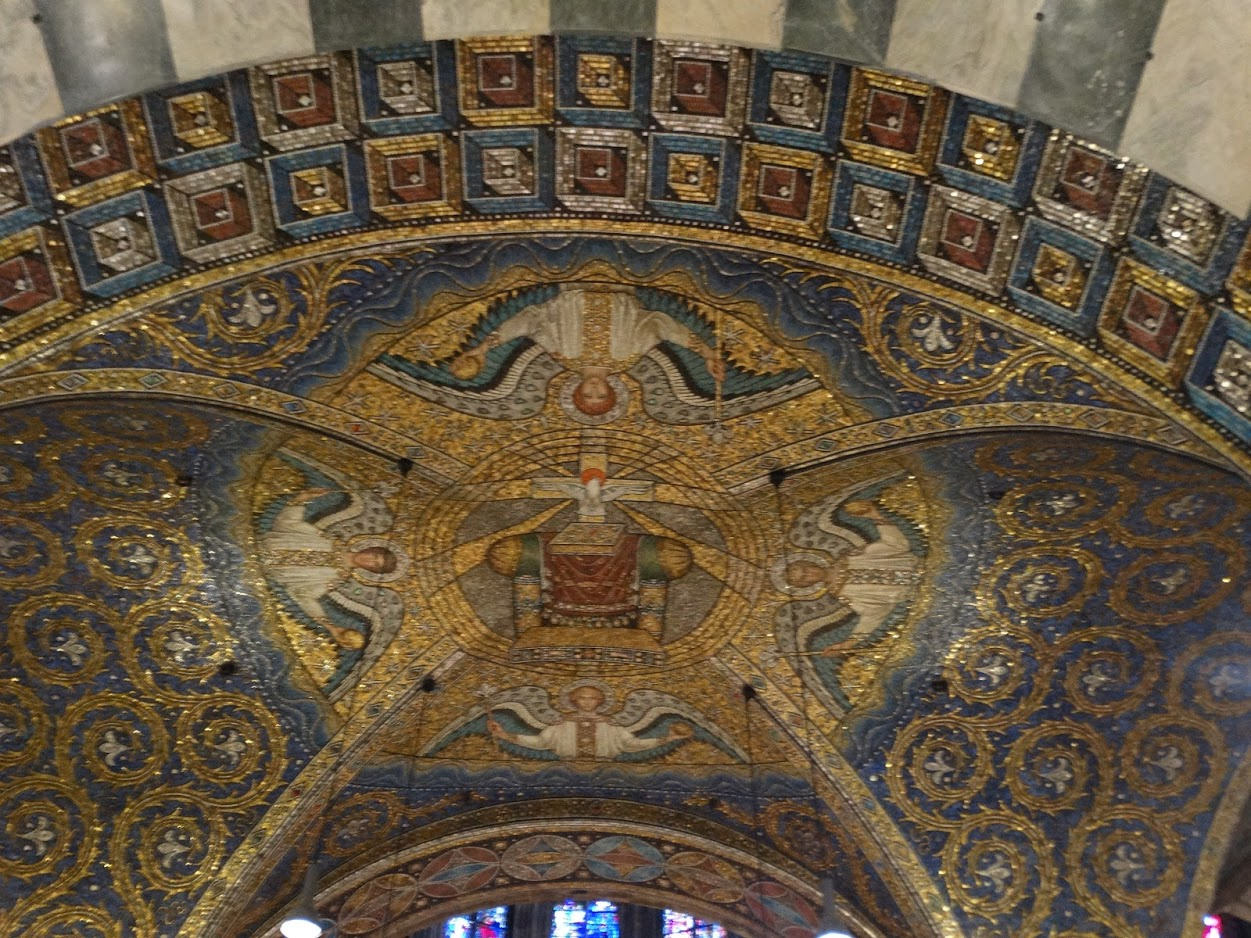
Деталь росписи стен
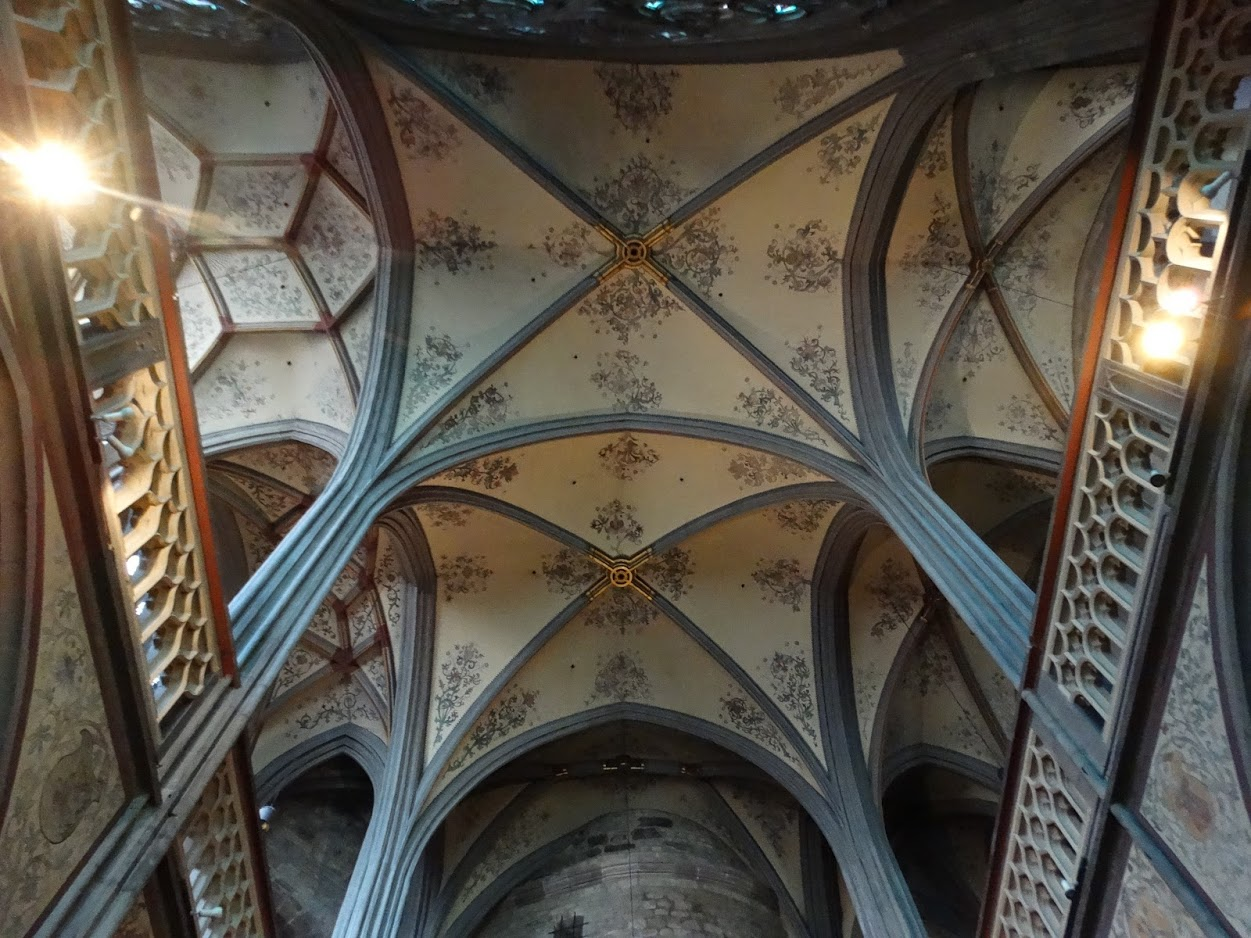
Роспись потолка

## Документальные фильмы
- 2014 — Ахенский собор / Der Aachener Kaiserdom (реж. Мартин Папировский / Martin Papirowski)